# Hrvoje
Hrvoje  è un nome proprio di persona croato maschile.

## Origine e diffusione
Deriva dall'aggettivo croato Hrvat che significa letteratalmente "croato", "proveniente dalla Croazia".

## Onomastico
Il nome è adespota, ovvero non è portato da alcun santo; l'onomastico può essere festeggiato eventualmente il 1º novembre, giorno di Ognissanti.

## Persone

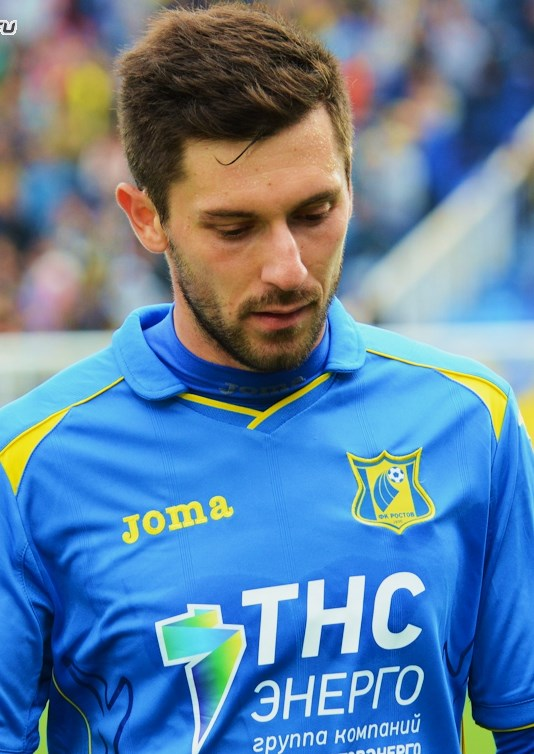
Hrvoje Milić

- Hrvoje Bartolović, compositore di scacchi croato
- Hrvoje Braović, allenatore di calcio croato
- Hrvoje Horvat, pallamanista croato
- Hrvoje Kovačević, cestista croato
- Hrvoje Miholjević, ciclista su strada croato
- Hrvoje Milić, calciatore croato
- Hrvoje Perić, cestista croato
- Hrvoje Šarinić, politico croato